# Ramy El-Awadi
Ramy Hilmi Muhammad Ibrahim El-Awady (ur. 31 lipca 1989) – egipski bokser, uczestnik igrzysk olimpijskich w Londynie. 

## Kariera amatorska
W 2011 r. startował na mistrzostwach świata w Baku. El-Awadi w pierwszej walce pokonał Gwatemalczyka Alvaro Vargasa, a w następnej walce przegrał z Hiszpanem Kelvinem de la Nievem. W 2012 r. wziął udział w kwalifikacjach dla Afryki na igrzyska olimpijskie w Londynie. Egipcjanin odpadł w ćwierćfinale, przegrywając z Marokańczykiem Abdelalim Darrą. Ostatecznie zajął 6. miejsce, co dało mu kwalifikacje na igrzyska. Na igrzyskach przegrał w swojej 2. walce z Turkiem Ferhatem Pehlivanem.

## Walki olimpijskie 2012 - Londyn
1. (1. runda) Brak rywala, awans do następnej rundy
2. (2. runda) Przegrał z  Ferhatem Pehlivanem (6-20)